# قطار سیبری (فیلم)
قطار سیبری (به انگلیسی: Transsiberian) یا ترانس سیبری فیلمی محصول سال ۲۰۰۸ و به کارگردانی برد اندرسون است. در این فیلم بازیگرانی همچون وودی هرلسون، امیلی مورتیمر، کیت مارا، ادواردو نوریگا، توماس کرچمان و بن کینگزلی ایفای نقش کرده‌اند.